# Go (canción de Juice Wrld y The Kid Laroi)
«Go» (estilizado como "GO" o "GO!") es una canción del artista australiano The Kid Laroi y el rapero estadounidense Juice Wrld, lanzada el 12 de junio de 2020 como el primer sencillo del mixtape debut de Laroi, F*ck Love, lanzado el 24 de julio de 2020. La canción se grabó mientras los dos, que estaban cerca amigos, se conocieron en Grecia en 2019. Esa grabación está incluida en el video oficial de la canción, y tanto la canción como el video sirven como tributo a Juice Wrld, quien murió en diciembre de 2019.

## Antecedentes
Antes de grabar "Go", Kid Laroi y Juice Wrld ya se conocían; Laroi consideraba a Juice Wrld, quien era su mentor, su "hermano mayor" y había abierto shows para la gira final de Juice en Sídney y Melbourne, Australia, en 2019, y posteriormente fue firmado por los gerentes de Juice, Grade A Productions. En la noche del cumpleaños número 16 de Laroi en agosto de 2019, Laroi puso a Juice una demostración, y Juice hizo un estilo libre de un verso, que terminaría siendo el verso escuchado en "Go". La canción se filtró un tiempo antes de su lanzamiento y fue descrita como "la primera muestra" del mixtape comercial debut de Laroi, F*ck Love, que se lanzó el 24 de julio de 2020. "Go" fue lanzado como la séptima pista de quince en el mixtape. Para adaptarse a la filtración de la canción, Laroi re-hizo su verso antes del lanzamiento de la canción como sencillo.

## Video musical
El video oficial, dirigido por Steve Cannon, se estrenó el 11 de junio de 2020, el día antes del lanzamiento de la canción. Laroi dijo que todo el concepto del video era "capturar y recordar los momentos que Juice y yo hicimos juntos cuando creamos esto en Grecia". La imagen comienza con Juice disculpándose por no asistir a la fiesta de cumpleaños número 16 de Laroi. Promete regalarle a su amigo 200.000 dólares en forma de verso. Las escenas de Juice Wrld se intercalan a lo largo del video, mostrándolo en el estudio, en un show en vivo y siendo casual. El video también alterna entre imágenes de carretera "desgarradoras" de Juice y Laroi, y cortes de escenas filmadas en 2019, en Los Ángeles, donde se ve a Laroi con un equipo de motociclistas, y solo en un balcón, frente a un micrófono que recuerda el utilizado por Juice al principio del clip.

## Posicionamiento en lista
| Lista (2020)                           | Posiciones |
| -------------------------------------- | ---------- |
| Australia (ARIA)                       | 23         |
| Canadá (Canadian Hot 100)              | 40         |
| Ireland (IRMA)                         | 42         |
| Nueva Zelanda (Recorded Music NZ)      | 32         |
| Portugal (AFP)                         | 95         |
| Reino Unido (UK Singles Chart)         | 43         |
| Estados Unidos (Billboard Hot 100)     | 52         |
| Estados Unidos (Hot R&B/Hip-Hop Songs) | 22         |
| Estados Unidos (Rhythmic)              | 30         |
| US Rolling Stone Top 100               | 27         |